# Hårtransplantation
Hårtransplantation innebär att hår transplanteras från ett ställe på huvudet till ett annat. Moderna hårtransplantationsmetoder kan återställa förlorat hår och ersätta eller forma om hårfästet med eget naturligt, växande hår, och behöver inte mer omvårdnad än vanlig tvätt och klippning. Transplantation kan idag göras så bra att det är mycket svårt att se att det rör sig om transplantat.
Hårtransplantation innebär att man avlägsnar hud med permanent hårväxt från t.ex. bakhuvudet.  De små transplantaten placeras sedan på det tunnhåriga området på huvudet varsamt så att befintliga hårsäckar inte skadas. En del kliniker delar upp vävnaden i hårsäcksgrupper (1–4 hårsäckar) och större hårsäcksgrupper (3–6 hårsäckar) med hjälp av mikroskop medan andra kliniker inte gör den skillnaden utan sorterar hårsäckarna beroende på hår många hårstrån den har.
Metoden med väldigt små hårsäckstransplantat gör det möjligt för kirurger att skapa hårväxt som ser väldigt naturlig ut istället för det ojämna utseendet som ofta var resultatet av äldre transplantationer.

## Metoder

### Microplus
En metod som innebär transplantat ned till 1 hårstrå.

### Hårlyft
En elastisk silikonplatta med titanhakar opereras in. Silikonplattan drar ihop sig vilket gör att den hårbärande huden sakta töjer ut sig, precis som när man går upp i vikt. Huden som finns mellan hakarna komprimeras däremot precis som när man går ner i vikt. Efter cirka 30 dagar tas plattan bort. Operationen genomförs med lokalbedövning.

### FUE
FUE (Follicular Unit Extraction) är ett sätt att transplantera hårsäcksgrupper som tas från ett givarområde och flyttas en i taget. Ingreppet sker utan skalpell och inget behöver sys. Det går att transplantera upp till 8 000 hårsäcksgrupper (ca 17 600 hårstrån) med FUE. Under en operation är maximalt antal hårsäckar som kan flyttas mellan 2000 och 3500 hårsäckar beroende på diametern som kirurgen använder vid operationen.

## Övrigt
Det finns ytterligare metoder som erbjuds av olika kliniker och det finns andra behandlingar som kan fungera som ett komplement till hårtransplantation eller som fristående behandling. Exempel på sådana behandlingar är laser, mediciner, preparerat hår (hårpreparat som "ströas" på tunnhåriga områden och ger ett tillfälligt resultat).

## Fusk
Det finns också en mängd metoder och, framförallt, mirakelkurer som inte har någon verkan utan enbart är framtagna för att lura en utsatt målgrupp på pengar. Denna typ av mirakelkurer har funnits i många år och är till exempel välkända från vilda västern-eran i USA där kringresande kvacksalvare saluförde värdelösa preparat.